# حشرة عصوية شائكة
الحشرة العصوية الشائكة أو الحشرة العصوية الأسترالية أو الحشرة الورقية الشائكة هي حشرة ذات شكل يشبه أغصان شجرة صغيرة كالهشيم ، وهي ذات 6 أقدام ، بطيئة الحركة ، تتواجد عادة بالقرب من الهشيم وهو بقايا الأغصان الصغيرة الميتة.

## أماكن تواجدها
توجد في أماكن متعددة وبالذات في المناطق الجبلية، وقد وجد بعضها في جبال الشفا بالقرب من مدينة الطائف غرب المملكة العربية السعودية[بحاجة لمصدر].